# Gerhard Gottschalk
Gerhard Hermann Willi Gottschalk (* 27. März 1935 in Schwedt/Oder) ist ein deutscher Mikrobiologe und Genomforscher.

## Leben
Gottschalk studierte von 1953 bis 1959 Chemie an der Humboldt-Universität Berlin. Er war wissenschaftlicher Assistent an der Georg-August-Universität Göttingen und wurde dort 1963 promoviert. 1964 wechselte er als Postdoc an die University of California, Berkeley in Kalifornien, kehrte 1966 nach Göttingen zurück und wurde Dozent für Mikrobiologie.
1970 wurde er auf den Lehrstuhl für Mikrobiologie an der Georg-August-Universität berufen. Er war 1972/1973 Gastprofessor an der University of California, Davis und 1978/1979 an der University of California, Berkeley. 1975/76 war er Rektor der Georg-August-Universität Göttingen. 2003 wurde er emeritiert, gleichwohl hat er seit 2003 eine Professur für Genomforschung in Göttingen inne.
1976 wurde er als ordentliches Mitglied in die Akademie der Wissenschaften zu Göttingen aufgenommen. 1998 wurde er Mitglied der Deutschen Akademie der Naturforscher Leopoldina; er ist korrespondierendes Mitglied mehrerer ausländischer Wissenschaftsakademien. Von 1998 bis 2000 war er Präsident der Union der deutschen Akademien der Wissenschaften in Göttingen und der All European Academies (ALLEA). Von 2003 bis 2007 war er Präsident der Union der deutschen Akademien der Wissenschaften (Akademienunion).

## Forschungsschwerpunkte
Die Forschung von Gerhard Gottschalk konzentriert sich auf den Stoffwechsel und die Bioenergetik verschiedener Mikroorganismen. 1997 gründete er das Göttinger Laboratorium für Genomanalyse, 2003 initiierte er im Genomforschungsprogramm GenoMik das Kompetenznetz Göttingen mit der „Genomforschung an Bakterien für die Analyse der Biodiversität der Bakterien und ihrer Nutzung zur Entwicklung neuer Produktionsverfahren“ (BiotechGenoMik). Seit der Gründung des Genomlabors wurden die Genome von bislang mehr als einhundert Mikroorganismen entschlüsselt. Die Publikationsliste von Gerhard Gottschalk umfasst rund 300 Veröffentlichungen.

## Ehrungen und Auszeichnungen
2005 wurde Gottschalk mehrfach ausgezeichnet, beispielsweise ist er Philip-Morris-Preisträger. Für seine fundamentalen Forschungsergebnisse über den Stoffwechsel von Bakterien und Archaebakterien wurde ihm das Bundesverdienstkreuz 1. Klasse verliehen. 2006 erhielt er zusammen mit dem Würzburger Mikrobiologen Prof. Werner Goebel den Emil-von-Behring-Preis der Stadt Marburg, eine der höchstdotierten deutschen Medizinauszeichnungen. Die Mathematisch-Naturwissenschaftliche Fakultät der Universität Rostock verlieh Gottschalk 2013 den Ehrendoktortitel.

## Schriften
- Bedeutung der Biotechnologie für die Rohstoff- und Energiegewinnung. Vandenhoeck & Ruprecht, 1986, ISBN 3-525-82833-0.
- Bacterial Metabolism. Springer, Berlin 1988, ISBN 3-540-96153-4.
- Das Gen und der Mensch. Wallstein, 2000, ISBN 3-89244-405-6.
- mit Karl Arndt  und Rudolf Smend: Göttinger Gelehrte. 2 Bände. Wallstein,  2001, ISBN 3-89244-485-4.
- Welt der Bakterien: Die unsichtbaren Beherrscher unseres Planeten. Wiley-VCH Verlag, Weinheim 2009, ISBN 978-3-527-32520-7.
- Bakterien rüsten auf: EHEC & MRSA. Wiley-VCH, Weinheim 2012, ISBN 978-3-527-33300-4.
- Welt der Bakterien, Archaeen und Viren. 1. Auflage. Wiley-VCH Verlag, Weinheim 2015, ISBN 978-3-527-33676-0.
- Leben in kochendem Wasser und andere Mikrobengeschichten. 1. Auflage. Wiley-VCH Verlag, Weinheim 2019, ISBN 978-3-527-82426-7.